# Grootmoeders van de Plaza de Mayo
De Grootmoeders van de Plaza de Mayo, Spaans: Asociación Civil Abuelas de Plaza de Mayo, is een mensenrechtenorganisatie die tot doel heeft de baby's terug te vinden die zijn verdwenen tijdens de Argentijnse Vuile Oorlog.
De organisatie werd opgericht in 1977 met het doel om kinderen op te sporen die tijdens het militaire bewind waren ontvoerd of in gevangenschap waren geboren en hen naar hun biologische ouders terug te brengen. Circa 102 van de ongeveer 500 kinderen werden tot nu toe  teruggevonden.
Het werk van de organisatie leidde tot de oprichting van het Argentijns Forensisch Antropologisch Team en de opzet van een landelijke genetische databank.
Op 14 september 2011 werd de organisatie voor haar verdediging van de mensenrechten onderscheiden met de Félix Houphouët-Boigny-Vredesprijs.